# Betula sunanensis
Betula sunanensis — вид квіткових рослин родини березові (Betulaceae).

## Поширення
Ендемік китайської провінції Ганьсу. Відомий лише у типовому місцезростанні — Сунань-Югурський автономний повіт, Дуншань, Хунваньси, на висоті 2300 м над рівнем моря.